# Bertha Hertogh
Huberdina Maria (Bertha) Hertogh (Cimahi, 24 maart 1937 - Huijbergen, 8 juli 2009) was een Nederlandse vrouw wier adoptie in 1950 leidde tot etnische rellen in Singapore.
Zij werd geboren op Java in het toenmalige Nederlands-Indië. Haar rooms-katholieke vader was militair in het KNIL. Na de Japanse bezetting in 1942 werd hij in een interneringskamp opgesloten. Moeder Hertogh bleef met de kinderen achter bij familie. Daar ontmoette zij een Maleisische vrouw, Chi Aminah. Bij haar voelde de jonge Bertha zich zeer op haar gemak. Waarschijnlijk door een combinatie van de oorlogsomstandigheden en geldgebrek droeg de moeder Bertha over aan Aminah. Het kind groeide dus op in een moslimcultuur en werd Nadra binte Ma'arof genoemd.
Na de Japanse capitulatie kwam vader Hertogh, die het jappenkamp had overleefd, er na een zoektocht van vier jaar via een Britse ambtenaar achter dat zijn dochter nog leefde. Zeer tegen de zin van Aminah en van de jonge Bertha eiste hij haar terug bij zijn familie in Bergen op Zoom. Dit leidde in 1950 tot geruchtmakende rechtszaken, die de wereldpers haalden.
Singapore stond destijds nog onder Brits gezag. Een Britse rechter bepaalde op 17 mei, na een zaak die nog geen kwartier duurde, dat Bertha toegewezen werd aan haar Nederlandse ouders. Zij nam in tranen afscheid van Aminah. In hoger beroep werd het vonnis vernietigd, waarop Bertha (dertien jaar oud) uitgehuwelijkt werd aan de tweeëntwintigjarige Mansoor Adabi.
In het najaar van 1950 diende een nieuwe rechtszaak. Opnieuw werd de Nederlandse familie in het gelijk gesteld. De Britse rechter bepaalde dat het huwelijk onder Nederlands recht nietig was, omdat de minimumleeftijd voor een huwelijk 16 was. Dat moeder Hertogh destijds Bertha had afgestaan werd niet als een rechtsgeldige adoptie beschouwd, omdat de vader er part noch deel aan gehad had.
Toen politiemannen Bertha weg wilden leiden uit de rechtszaal speelden zich opnieuw dramatische taferelen af: zij was in tranen en Aminah viel flauw. Zij bracht een korte tijd door in een katholiek klooster in Singapore. De publicatie in de lokale kranten van foto's van Bertha in het klooster leidde tot een volkswoede. Velen in Singapore beschouwden haar als een van hen en zagen haar nu omringd door nonnen en Christelijke symbolen.
Op 11 december begon het hoger beroep. Buiten de rechtszaal waren 2.000 à 3.000 mensen bijeengekomen. Binnen vijf minuten werd het hoger beroep afgewezen. Dit leidde tot furieuze reacties. De twee dagen erna vonden hevige rellen plaats in Singapore, waarbij achttien doden en 173 gewonden vielen. Pas na het uitroepen van de noodtoestand zou de rust er weer terugkeren.
De avond dat de rellen begonnen werd Bertha uit het klooster gehaald. De volgende dag vlogen Bertha en haar moeder richting Schiphol. Bij aankomst in Bergen op Zoom werden zij opgewacht door duizenden belangstellenden.

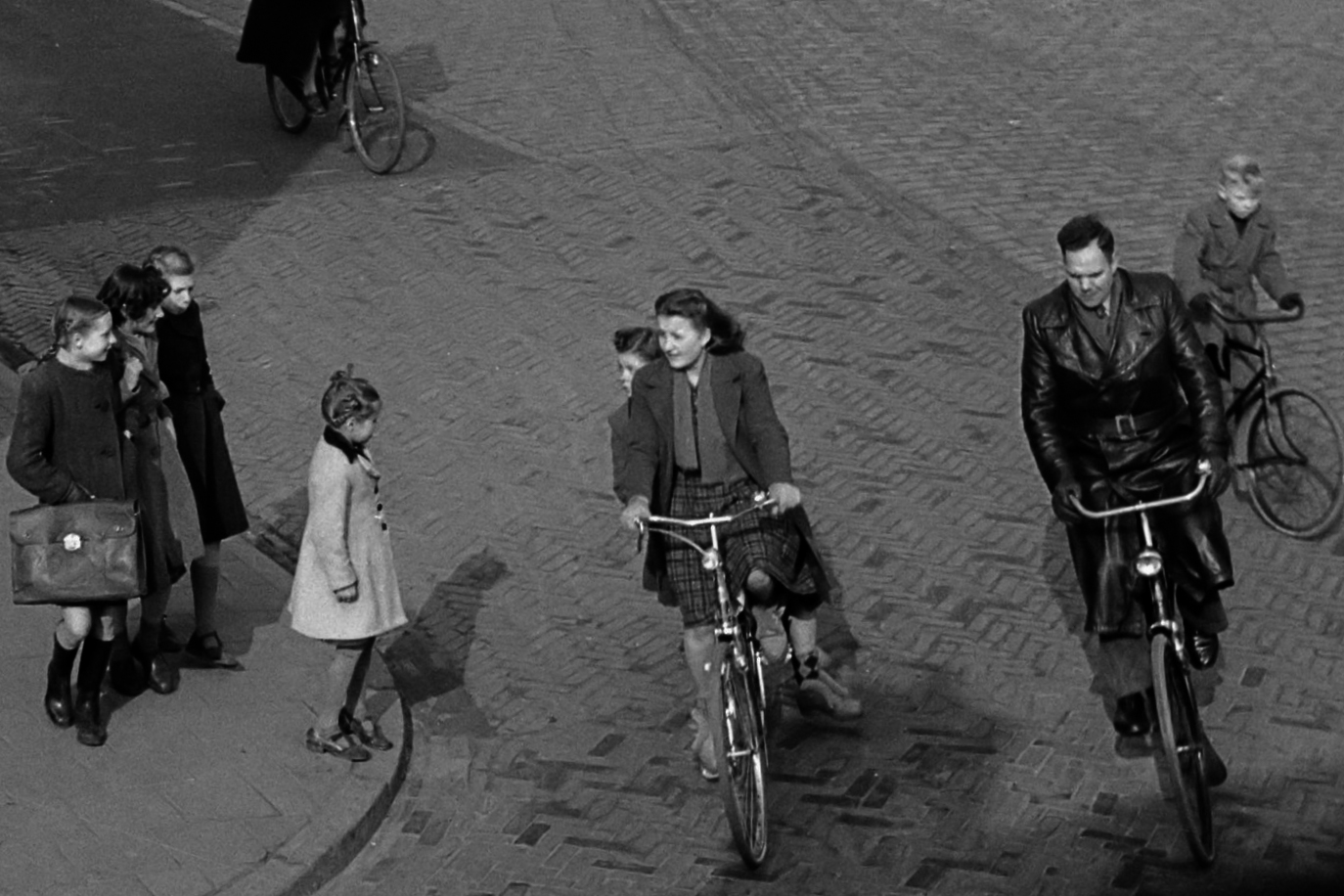
Bertha Hertogh naar school achter op fiets (1951)

In de eerste jaren in Nederland had Bertha, die alleen Maleis sprak, grote aanpassingsproblemen. Uiteindelijk bekeerde zij zich tot het katholieke geloof, trad op eenentwintigjarige leeftijd in het huwelijk en kreeg tien kinderen. In 1976 stonden zij en drie anderen terecht op verdenking van samenspanning om haar echtgenoot te vermoorden, maar zij werd wegens gebrek aan bewijs vrijgesproken.
Bertha Hertogh keerde in 1999 voor het maken van de televisie-documentaire "De Affaire" voor het eerst terug naar Maleisië. Zij overleed op 72-jarige leeftijd aan de gevolgen van leukemie.